# Pavonia varians
Pavonia varians är en malvaväxtart som beskrevs av Stefano Moricand. Pavonia varians ingår i släktet påfågelsmalvor, och familjen malvaväxter. Inga underarter finns listade i Catalogue of Life.